# Болмотов, Сергей Сергеевич
Сергей Сергеевич Болмотов (род. 14 января 1986, посёлок Турово, Серпуховский район, Московская область, РСФСР, СССР) — российский серийный убийца и грабитель, совершивший в период с декабря 2002 по январь 2003 года серию из 5 убийств, сопряжëнных с разбойными нападениями, на территории Серпуховского района Московской области. В качестве жертв Болмотов выбирал пожилых женщин и мужчин, которые в силу своего возраста подвержены большой виктимности. Исключительность делу Болмотова придаёт тот факт, что на момент начала серии убийств ему было всего лишь 16 лет. Сергей Болмотов является одним из самых юных серийных убийц в новейшей истории России.

## Биография

### Детство
Сергей Болмотов родился 14 января 1986 года в посёлке Турово (Серпуховский район Московской области). Детство провёл в социально неблагополучной обстановке. Почти все родственники Болмотова вели маргинальный образ жизни. Бабушка Сергея неоднократно сталкивалась с системой уголовного правосудия и имела несколько судимостей за совершение краж и бродяжничество. Отец Сергея в начале 1990-х ушёл из семьи, после чего его мать начала увлекаться алкогольными напитками и также вести бродяжнический образ жизни. В конце 1990-х после того, как мать Болмотова нашла себя сожителя, Сергей вместе с семьёй покинул село Турово и переехал в посёлок Большевик. Из-за социально неблагополучной обстановки в семье Сергей Болмотов в раннем возрасте начал увлекаться алкогольными напитками. Он рано потерял интерес к учебному процессу, вследствие чего на рубеже 2000 года бросил школу и начал вести криминальный образ жизни, зарабатывая на жизнь кражами. В этот период он был арестован по обвинению в угоне автомобиля, но был осуждён условно.

### Убийства
В период с 28 сентября по 4 ноября 2002 года Болмотов совершил три угона автомобиля без цели хищения. С середины ноября по 12 декабря 2002 года он совершил 4 разбойных нападения на пожилых людей. В своих преступлениях Болмотов продемонстрировал выраженный ему образ действия. Все нападения и убийства преступник совершал в день, когда его жертвы получали пенсии. Удостоверившись, что жертва нападения находится в доме одна, он проникал в дом жертвы, где совершал на неё разбойное нападение, в ходе которого наносил ей травмы тупыми предметами и похищал из жилищ предметы и вещи, представляющие материальную ценность. Во время хищения Болмотов не брезговал ничем: в некоторых эпизодах он, кроме денег, похищал из домов своих жертв кухонную утварь и одежду. В качестве орудия убийств он использовал различные тупые предметы, которые находил в доме своих жертв, такие как табуретка, ножка от стула, обрезок водопроводной трубы и деревянное полено. Первое убийство Сергей Болмотов совершил 21 декабря 2002 года. В доме на улице Пионерской в Серпухове он напал на 70-летнюю пенсионерку. Когда та попыталась оказать сопротивление, Болмотов сбил её с ног ударом бутылкой по голове, а затем стал наносить многочисленные удары ногами по голове и другим частям тела, пока она не потеряла сознание. Затем, осмотрев дом, похитил принадлежащие ей деньги, другие ценности и с места преступления скрылся. Соседи обнаружили потерпевшую на полу в луже крови и вызвали скорую помощь, но в больнице пожилая женщина скончалась. Через несколько дней, 26 декабря, он ворвался в квартиру к двум пожилым женщинам. Жертвы беспрекословно подчинились требованиям преступника и отдали Болмотову все свои сбережения, после чего он проник в квартиру к их престарелой соседке. Несмотря на возраст, пожилая женщина оказала преступнику сопротивление и пыталась дозвониться в милицию, после чего Болмотов убил её несколькими ударами стула по голове. Через три дня, 29 декабря, Сергей Болмотов совершил очередное проникновение в дом пожилых людей на территории Серпухова, однако в ходе разбойного нападения он оставил своих жертв в живых, после чего покинул Серпухов и вернулся в посёлок Большевик. В ночь на 13 января 2003 года Болмотов в ходе проникновения в дом пожилой семейной пары совершил убийство 70-летнего пенсионера. Угрожая им макетом пистолета, Болмотов потребовал у них деньги, после чего стал избивать их металлическим ломиком и ногами по голове и телу. Когда потерпевшие потеряли сознание, Болмотов обыскал дом, похитил деньги и продукты питания. Через несколько дней он появился в родном селе Турово. 18 января того же года, через четыре дня после своего 17-го дня рождения, Сергей Болмотов совершил двойное убийство. Его жертвами стали две сестры-пенсионерки, которых он забил до смерти после того, как ему удалось проникнуть в их дом. Своим жертвам Болмотов наносил удары руками и ногами, а также ведром по голове и телу. Одна из женщин после избиения сумела прийти в сознание и попыталась сбежать из дома, после чего Болмотов нанёс ей удар деревянным поленом по голове. На похищенные деньги приобрёл себе новую одежду и мобильный телефон.

### Арест, следствие и суд
В ходе расследования убийств женщин жители посёлка сообщили сотрудникам правоохранительных органов, что в день убийства Сергей Болмотов был замечен на улицах посёлка в состоянии алкогольного опьянения. Он стучался во все дома, где жили известные ему пенсионеры, и вошёл в дом своих жертв, так как входная дверь в их доме оказалась незапертой. В ходе дальнейшего расследования милиция установила, что мобильный телефон Болмотов приобрёл по паспортным данным одной из своих подруг, после чего были опрошены ряд друзей и знакомых Болмотова, которые заявили милиции, что в декабре 2002 года и январе 2003 года Сергей был замечен с крупными суммами денег, хотя он нигде не работал. На основании этих фактов Сергей Болмотов был арестован в феврале 2003 года.
Заместитель прокурора города Серпухова Дмитрий Киселев так прокомментировал арест Болмотова:
Подросток 1986 года рождения был задержан по подозрению в двойном убийстве в Турове. В ходе дальнейшего следствия была установлена причастность несовершеннолетнего жителя посёлка Большевик к совершению серии особо тяжких преступлений. Ему предъявлено обвинение в совершении 5 убийств, сопряжëнных с разбоем.
Во время оперативно-следственных действий Болмотов свою вину полностью признал. 29 декабря 2003 года Московским областным судом Сергей Болмотов был признан виновным по всем инкриминируемым ему обвинениям и приговорён к 10 годам лишения свободы — максимально возможному сроку лишения свободы, который мог быть применён к лицам, не достигшим совершеннолетия, в России. После осуждения он отказался от своих признательных показаний и направил в Верховный суд России кассационную жалобу, требуя приговор отменить, указывая на то, что судебное разбирательство было проведено не полно, не все потерпевшие и свидетели были допрошены, а умысла на убийство у него не было, об этом, по его мнению, свидетельствовало время наступления смерти потерпевших в больнице. Адвокат Борисов H.H. настаивал на том, что достаточных доказательств умысла Сергея Болмотова на совершение убийств не было, а все его действия были направлены на прекращение сопротивления потерпевших, чтобы они не мешали искать деньги и ценности. В подтверждение своих доводов он привёл заключения судебно-медицинских экспертиз, постановивших, что три жертвы Болмотова скончались спустя значительное время после применённого насилия, вследствие чего он требовал по трëм эпизодам квалифицировать его действия со ст. 105 ч.2 УК РФ (убийство) на ст. 111 ч.4 УК РФ (умышленное причинение тяжкого вреда здоровью, повлёкшее по неосторожности смерть потерпевшего). Однако 9 марта 2004 года судебная коллегия по уголовным делам Верховного Суда Российской Федерации оставила приговор без изменения, а кассационные жалобы Сергея Болмотова — без удовлетворения. После 2004 года достоверных сведений о дальнейшей судьбе Болмотова нет.